# Brejetuba
Brejetuba is een gemeente in de Braziliaanse deelstaat Espírito Santo. De gemeente telt 11.097 inwoners (schatting 2009).